# Pilot (The Vampire Diaries)
Pilot is de pilotaflevering van de televisieserie The Vampire Diaries, die eigendom is van The CW Television Network. Het is tevens de allereerste aflevering van de serie. De aflevering werd voor het eerst uitgezonden in Amerika op donderdag 10 september 2009. Het scenario is geschreven door Kevin Williamson en Julie Plec en geregisseerd door Marcos Siega.

## Verhaal
De aflevering begint met een koppel, Darren Malloy (Steve Belford) en Brooke Fenton (Cindy Bushy). Zij rijden samen in een auto wanneer ze iemand aanrijden. Ze stoppen om te kijken of de persoon in orde is. De persoon staat vervolgens op, en vermoordt Darren. Brooke schreeuwt en vlucht, maar wordt gepakt door een ongeziene kracht.
In het kleine stadje Mystic Falls, gelegen in Virginia, kunnen tiener Elena Gilbert (Nina Dobrev) en haar broer Jeremy (Steven R. McQueen) niet over het feit komen dat hun ouders recentelijk zijn overleden, en nu onder voogdij staan van hun tante, Jenna (Sara Canning). Elena trekt haarzelf emotioneel terug om haar verdriet te verbergen, terwijl Jeremy aan de drugs gaat om zijn gevoelens te onderdrukken. Niks gaat zoals gepland voor beide wanneer een mysterieuze nieuwe leerling genaamd Stefan Salvatore (Paul Wesley) de aandacht van Elena trekt, waardoor ze haar ex-vriendje Matt (Zach Roerig) en haar rivaal Caroline (Candice Accola) onbewust laat over wat er gebeurt.
Elena gaat naar het kerkhof om het graf van haar ouders te bezoeken en schrijft in haar dagboek. Terwijl ze aan het schrijven is verschijnt er een kraai, die ze weg wil jagen maar wat haar niet lukt. Opeens begint opkomende mist alles te bedekken en Elena begint te rennen, terwijl ze haar dagboek laat vallen. Ze valt en bezeert haarzelf en wanneer ze opstaat, is Stefan er opeens. Terwijl ze praten vangt Stefan de geur van Elena's bloed op, waardoor er dingen veranderen in zijn gezicht. Hij verdwijnt. Even later gaat hij naar Elena's huis om zich te verontschuldigen voor het verdwijnen, geeft haar dagboek terug en vraagt of ze in orde is.
Bij het huis van de Salvatores, ziet Zack (Chris William Martin) op het nieuws het verhaal over de twee verdwenen personen die aangevallen zijn door een dier. Hij vraagt Stefan waarom hij terug is gekomen en waarom hij die mensen aan heeft gevallen ondanks zijn belofte niemand pijn te doen. Stefan ontkent dat hij er iets mee te maken heeft en vertrekt om het kampvuurfeest bij te wonen waar ook Elena zal zijn.
Elena's vriendin, Bonnie (Kat Graham), maakt grappen over het feit dat haar grootmoeder verteld heeft dat ze psychisch is, maar later vermoedt ze enige krachten te hebben wanneer ze Elena aanraakt en iets mysterieus voelt. Gebaseerd op haar intuïtie verdenkt ze Stefan van iets wanneer ze elkaar ontmoeten. Net zoals Tyler Lockwood (Michael Trevino), een klasgenoot van Elena sinds de eerste klas die tevens de zoon is van de burgemeester.
Matt's zus Vicki (Kayla Ewell) wordt in het bos gevonden door Jeremy, gebeten door iets waarvan gedacht wordt dat het een wild dier is. Stefan realiseert zich dat er iemand anders in de stad is die net zoals hem is die verantwoordelijk is voor de eerste twee aanvallen en hij rent naar huis. Hij informeert Zack erover en dan verschijnt Stefans broer, Damon (Ian Somerhalder). Ze hebben elkaar 15 jaar lang niet gezien en terwijl Stefan ervoor gekozen heeft zich niet van mensen te voeden, heeft Damon daar een andere mening over.
Stefan vraagt Damon waarom hij terug in de stad is omdat hij het niet leuk vindt en hij zegt dat hij het niet meer toestaat dat hij nog meer mensen verwondt. Damon vraagt op zijn beurt aan Stefan waarom hij in de stad is en het antwoord is Elena. Elena lijkt precies op Katherine, een meisje waar we niks over weten, behalve dat Stefan een foto van haar heeft uit het jaar 1864. Damon lokt Stefan uit zich te voeden van Elena wat uitmondt in een gevecht, waar Stefan gehavend uitkomt omdat hij veel zwakker is dan Damon omdat hij zich van mensen voedt. Damon neemt Stefans ring af, die onbelangrijk lijkt voor hun overleven maar de functie van de ring is nog onduidelijk, maar daarna geeft hij hem terug.
Ondertussen wordt Vicki wakker in het ziekenhuis en vertelt Matt dat ze niet door een wild dier was aangevallen, maar door een vampier.

## Productie
In eerste instantie had Kevin Williamson geen interesse in het ontwikkelen van de serie. Hij vond de verhaallijn te veel op andere vampierverhalen lijken. Desondanks, mede door het aandringen van Julie Plec, begon hij met het reden van de romans en werd hij geïntrigeerd door het verhaal: "Ik begon me te realiseren dat het een verhaal was over een klein stadje, over dat stadje zijn achtergrond en wat er loert onder het oppervlak." Williamson besloot dat het verhaal van het stadje eerder het hoofddoel van de serie zou worden dan dat van de middelbare school.
Op 6 februari 2009 kondigde Variety aan dat The CW groen licht had gegeven voor de pilot van The Vampire Diaries met Williamson en Julie Plec als hoofdschrijvers en uitvoerende producenten. Op 19 mei 2009 werd er officieel opdracht gegeven tot het produceren van een seizoen.
De pilotaflevering was gefilmd in Vancouver, Brits-Columbia, maar de rest van de afleveringen werden opgenomen in Covington, Georgia en verschillende andere gebieden rond Atlanta, in verband met lokale belastingen.

## Muziek
In de pilotaflevering waren de volgende nummers te horen:
- Here We Go van Mat Kearney
- Siren Song van Bat for Lashes
- Never Say Never van The Fray
- Back to Me van The All-American Rejects
- Death van White Lies
- Running Up That Hill van Placebo
- Kids van MGMT
- Thinking of You van Katy Perry
- Say (All I Need) van OneRepublic
- Consolers of the Lonely van The Raconteurs
- Sort Of van Silversun Pickups
- Take me to the Riot van Stars
- Kuh van Lalala